# نوسیته
نوسیته (به بلغاری: Noseite) یک منطقهٔ مسکونی در بلغارستان است که در تریاونا واقع شده‌است.